# Cmentarz wojenny nr 129 – Grybów
Cmentarz wojenny nr 129 – Grybów – austriacki cmentarz z I wojny światowej. Znajduje się przy ul. Turystycznej w Grybowie.
Zaprojektowany przez niemieckiego architekta Hansa Mayra jako cmentarz samodzielny. Pochowano na nim 24 żołnierzy, 19 austro-węgierskich oraz 5 rosyjskich, w 24 grobach pojedynczych.

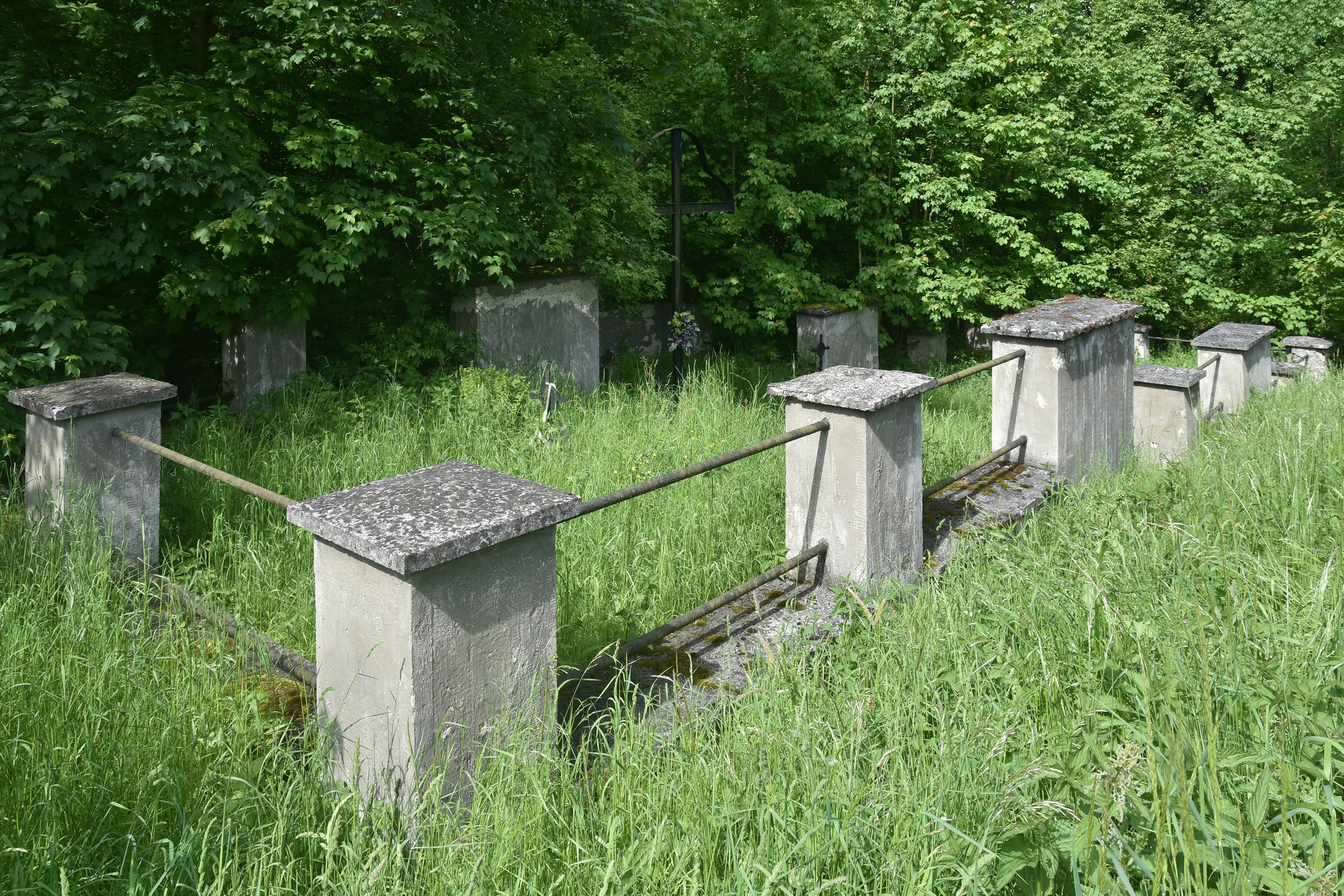
Fragment cmentarza
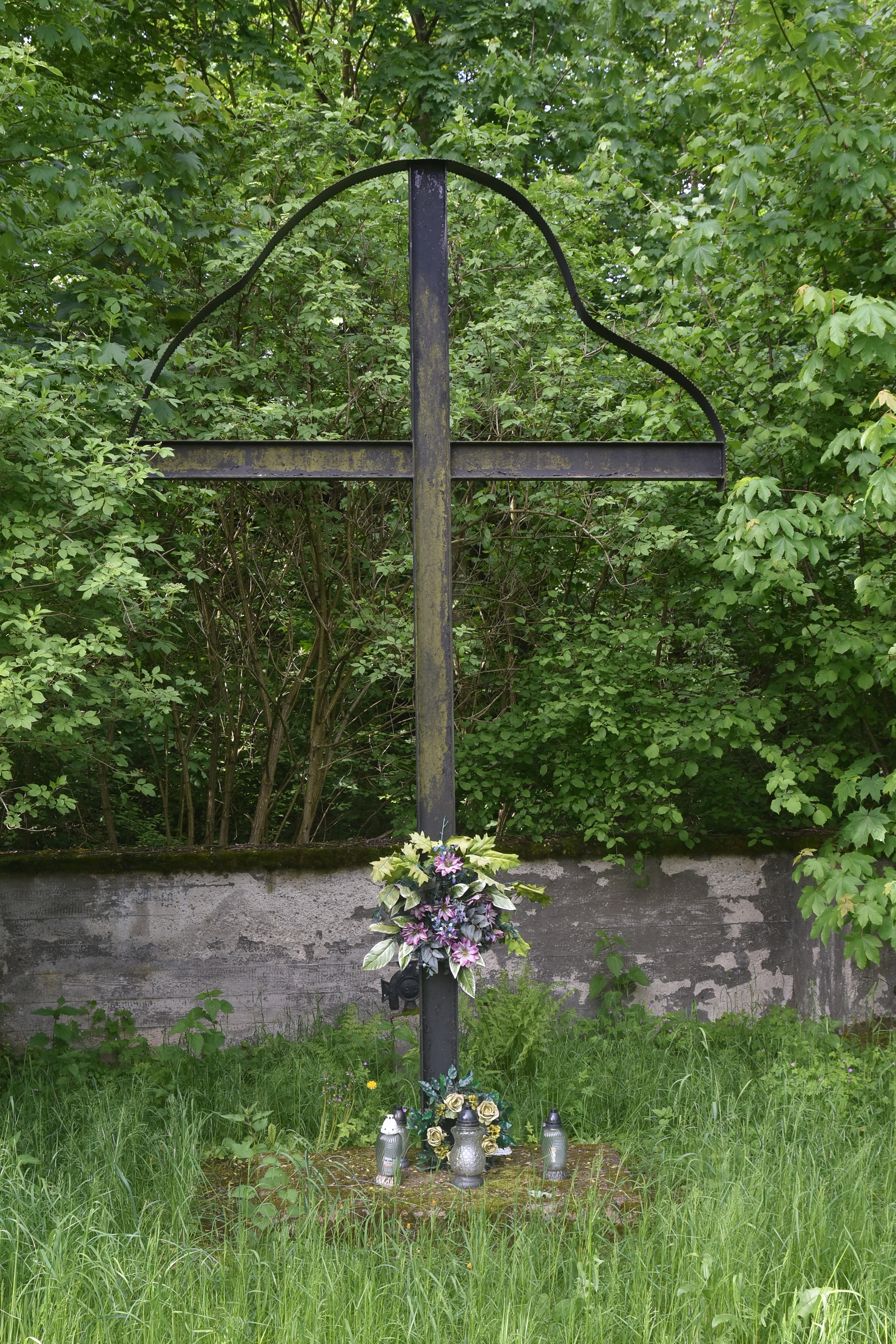
Krzyż centralny
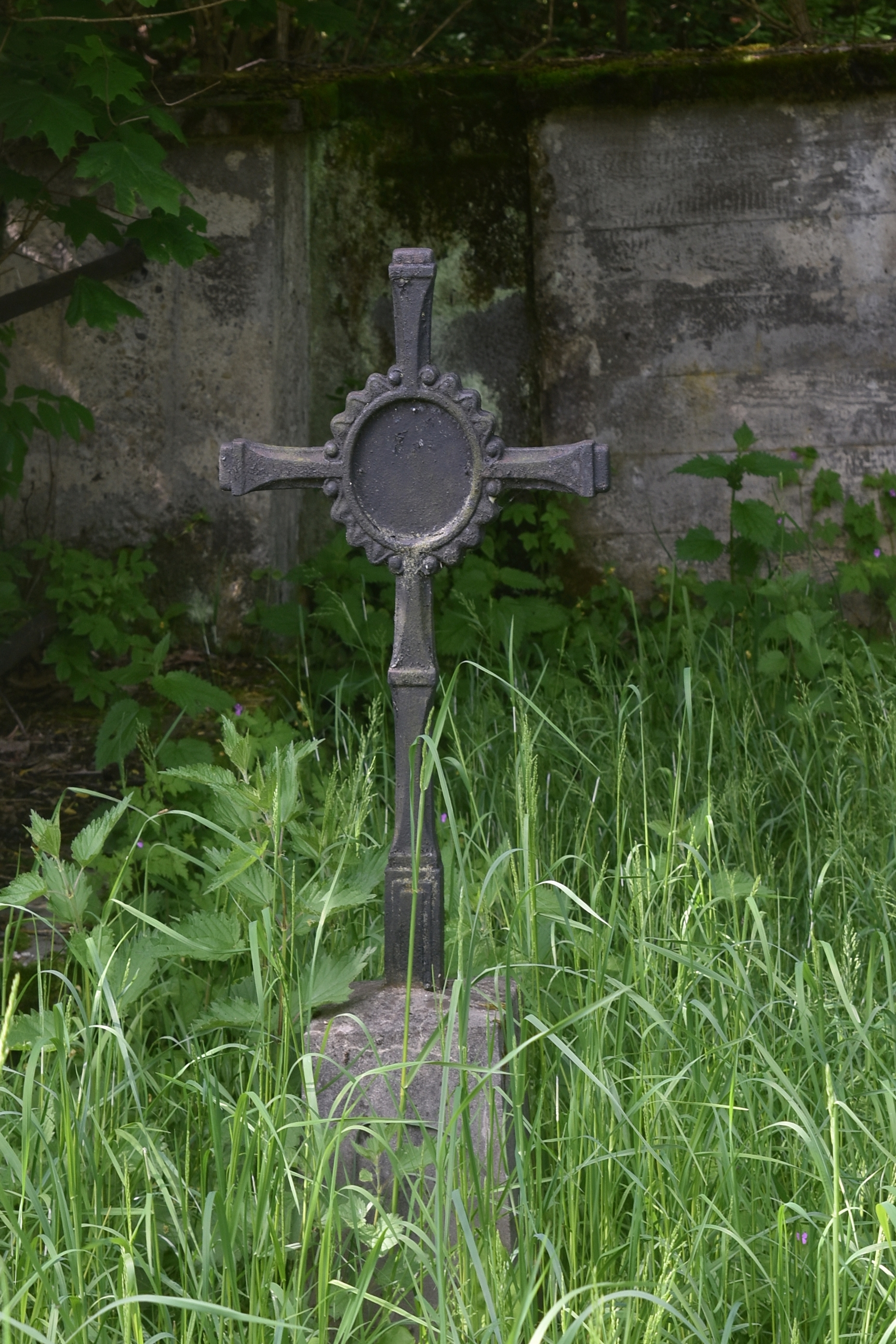
Krzyż austriacki